# Municipio de Wheatland (condado de Fayette)
El municipio de Wheatland (en inglés: Wheatland Township) es un municipio ubicado en el condado de Fayette en el estado estadounidense de Illinois. En el año 2010 tenía una población de 467 habitantes y una densidad poblacional de 4,91 personas por km².

## Geografía
El municipio de Wheatland se encuentra ubicado en las coordenadas 38°57′49″N 88°52′1″O / 38.96361, -88.86694. Según la Oficina del Censo de los Estados Unidos, el municipio tiene una superficie total de 95.12 km², de la cual 95,02 km² corresponden a tierra firme y (0,11 %) 0,1 km² es agua.

## Demografía
Según el censo de 2010, había 467 personas residiendo en el municipio de Wheatland. La densidad de población era de 4,91 hab./km². De los 467 habitantes, el municipio de Wheatland estaba compuesto por el 98,5 % blancos, el 0,21 % eran afroamericanos, el 0,43 % eran amerindios, el 0,43 % eran asiáticos y el 0,43 % eran de una mezcla de razas. Del total de la población el 0,21 % eran hispanos o latinos de cualquier raza.